# 亀田佳明
亀田 佳明（かめだ よしあき、1978年10月31日 - ）は、日本の俳優、声優。東京都出身。文学座所属。
妻は女優の永宝千晶。

## 来歴
教員を目指し玉川大学に入学するも中退。2001年、文学座附属演劇研究所に入所。
2004年の文学座本公演『モンテ・クリスト伯』にて初舞台を踏む。2006年に正式な座員となる。
2019年10月、同じ文学座所属の永宝千晶と入籍。
同年12月17日、文学座公演『ガラスの動物園』および新国立劇場公演『タージマハルの衛兵』の演技に対し、第54回紀伊國屋演劇賞 個人賞を受賞。

## 出演

### 舞台
- モンテ・クリスト伯（2004年、文学座本公演、アートスフィア）
- knob（2005年、HHG、サイスタジオ）
- 喝采（2005年、地人会、紀伊國屋ホール）
- 燕のいる駅（2006年、フジテレビ、東京グローブ座）
- クラウディアからの手紙（2006年、ホリプロ、世田谷パブリックシアター）
- アラビアン・ナイト（2006年、文学座本公演、スペースゼロ）
- わが闘争（2006年、THEガジラ、シアターグリーン）
- 紫式部ものがたり（2006年、松竹、日生劇場）
- なつのしま、はるのうた（2007年、椿組、下北沢「劇」小劇場）
- 帰り花（2008年、青年座劇場）
- 恋ぶみ屋一葉（2008年、博多座）
- 口紅〜rouge〜（2008年、文学座本公演、東京芸術劇場小ホール）
- ささくれリア王（2009年、椿組、下北沢ザ・スズナリ）
- ふたり と いつつの ものがたり（2009年、Sugar Village、あさがやドラム）
- ガブリエル・シャネル（2009年、松竹、新橋演舞場）
- 宇田川心中（2009年、劇団1980・新宿梁山泊、青山公園南地区広場特設テント）
- 蜜のあわれ（2010年、ギャラリーTSUKASA）
- ガブリエル・シャネル（2010年、松竹、大阪松竹座）
- 1960年のメロス（2010年、unks、サイスタジオコモネ）
- 土の中の教師たち〜啓蟄の頃〜（2010年、H.H.G、サイスタジオコモネAスタジオ）
- カラムとセフィーの物語（2010年、文学座アトリエ）
- くにこ（2010年、文学座本公演、紀伊國屋サザンシアター）
- 麻布怪談（2011年、劇団1980、俳優座劇場）
- 蟻（2011年、unks、新宿ゴールデン街劇場）
- 連結の子（2011年、文学座本公演、吉祥寺シアター）
- MEMORIES テネシー・ウィリアムズ 一幕劇・一挙上演（2011年、文学座アトリエ）
- NASZA KLASA -ナシャ・クラサ- 私たちは共に学んだ（2012年、文学座アトリエ）
- 20世紀少年少女唱歌集（2012年、椿組、花園神社境内特設ステージ）
- るつぼ（2012年、新国立劇場小劇場）- ホーソン判事 役
- 世界の果て（2012年、unks、ギャラリーLE DECO）
- ガリレイの生涯（2013年、文学座本公演、あうるすぽっと）
- くにこ（2013年、地方公演）
- 信じる機械 -The Faith Machine-（2014年、文学座アトリエ）
- シェイクスピア・リーディング『リチャード二世』（2014年、文学座アトリエ）
- 三文オペラ（2014年、新国立劇場中劇場）
- くにこ（2014年、地方公演）
- クライムス オブ ザ ハート（英語版）（2015年、地人会新社、赤坂RED/THEATER）
- 明治の柩（2015年、文学座本公演、あうるすぽっと）
- くにこ（2015年、地方公演 - 新国立劇場）
- 対岸の永遠（2016年、てがみ座、シアター風姿花伝）
- 弁明（2016年、文学座アトリエ）
- ヘンリー四世 第一部 混沌（2016年、新国立劇場中劇場）- ランカスター公ジョン 役
- ヘンリー四世 第二部 戴冠（2016年、新国立劇場中劇場）- ランカスター公ジョン 役
- 逢坂〜めぐりのめあて〜（2017年、Ring-Bong、シアター711）
- 怪人二十面相（2017年、文学座アトリエ）
- マリアの首 -幻に長崎を想う曲-（2017年、新国立劇場小劇場他）- 矢張/第五の男 役
- 坂の上の家（2017年、可児市文化創造センター他）
- アカメ（2017年、wonder×works、座・高円寺）
- リーディング『観客たち』（2017年、ドイツ文化会館ホール）
- 岸 リトラル（フランス語版）（2018年、せたがや文化財団、シアタートラム他）
- ヘンリー五世（2018年、新国立劇場）- ベッドフォード公 役
- リーディング『冬の旅』（2018年、ゲーテ・インスティトゥート東京ホール）
- かのような私 -或いは斎藤平の一生-（2018年、文学座アトリエ他）
- リーディング『これが戦争だ』（2018年、ITI（国際演劇協会日本センター）、東京芸術劇場シアターウエスト）
- いずれおとらぬトトントトン（2019年、文学座アトリエ）
- ガラスの動物園（2019年、文学座本公演、東京芸術劇場シアターウエスト他）- トム 役
- リーディング『イザ ぼくの運命のひと／PICTURES OF YOUR TRUE LOVE』（2019年、せたがや文化財団、シアタートラム）
- 一銭陶貨〜七億分の一の奇跡〜（2019年、文学座本公演、紀伊國屋サザンシアター TAKASHIMAYA）
- タージマハルの衛兵（2019年、新国立劇場）- バーブル 役
- ピサロ（2020年、PARCO劇場）
- リチャード二世（2020年、新国立劇場）- オーマール公
- ガールズ・イン・クライシス（2020年、文学座アトリエ）
- 森 フォレ（フランス語版）（2021年、世田谷パブリックシアター）
- ダウト～疑いについての寓話（2021年、シアター風姿花伝）
- アンチポデス（2022年、新国立劇場）
- ジャンル・クロスⅡ『導かれるように間違う』(2022年)※7月12日公演、7月31日北九州公演は、新型コロナウイルスの影響で中止
- ライカムで待っとく（2022年11月27日 - 12月4日 KAAT神奈川芸術劇場）
- ブレイキング・ザ・コード（2023年4月1日 - 23日、シアタートラム） - アラン・チューリング 役[6]
- 尺には尺を（2023年、新国立劇場）- フロス 役
- 終わりよければすべてよし（2023年、新国立劇場）- ペーローレス 役
- パートタイマー・秋子（2024年、二兎社）- 恩田俊夫 役
- デカローグ（2024年、新国立劇場）
- 紛争地域から生まれた演劇シリーズ16『亡霊の地』（2024年12月6日 - 8日、中野スタジオあくとれ）[7]
- ポルノグラフィ PORNOGRAPHY / レイジ RAGE（2025年2月15日 - 3月2日、シアタートラム）[8][9]
- 狩場の悲劇（2025年11月7日 - 19日〈予定〉、紀伊國屋サザンシアター TAKASHIMAYA）[10]

### テレビドラマ
- 臨場 続章 第9話（2010年、テレビ朝日） - 安本厚志 役
- 青山ワンセグ開発（Eテレ）
- 作家探偵・山村美紗 京都・東山密室トリック殺人事件（2012年、テレビ東京）
- 相棒 season13 第17話（2015年、テレビ朝日）
- シャキーン!「それをやっちゃあ おしまいよ」（Eテレ）
- メゾン・ド・ポリス 第5話（2019年、TBS） - 三崎聡 役
- 連続テレビ小説 らんまん 第37回 - （2023年5月23日 - 、NHK総合） - 野宮朔太郎 役
- やさしい猫 最終回 （2023年7月29日、NHK総合） - 東京出入国在留管理局 出光 役
- 東京サラダボウル 第5話（2025年2月4日、NHK総合・NHK BSP4K） - 別島道則 役
- 大河ドラマ べらぼう〜蔦重栄華乃夢噺〜 第26回（2025年7月6日、NHK） - 芝全交 役[11]
- 放送局占拠（2025年7月12日 - 、日本テレビ） - 日出哲磨 役[12][13]
- しあわせな結婚 第2話・第4話（2025年7月24日・8月7日、テレビ朝日） - 笹尾明 役[14]

### 映画
- コクリコ坂から（2011年、スタジオジブリ）
- 検察側の罪人（2018年、東宝映画）- 水野比佐夫 役

### 吹き替え

#### 映画
- アニマル・パージ - ユリシーズ役（トム・ハドソン）
- アバウト・タイム〜愛おしい時間について〜 - ティム 役（ドーナル・グリーソン）
- イーグル・ジャンプ（日本劇場未公開・ビデオスルー） - エディ・エドワーズ 役（タロン・エジャトン）
- 真実（ギャガ）
- バイオハザードV リトリビューション（テレビ朝日放映版）
- ホテル・エルロワイヤル - マイルズ・ミラー役（ルイス・プルマン）
- ボーン・レガシー
- 6日間（Netflix）

#### ドラマ
- アガサ・クリスティー ミス・マープル シーズン5（NHK BSプレミアム）
- アストリッドとラファエル 文書係の事件録 シーズン2（NHK総合）
- お騒がせ探偵!スペンサー・シスターズ （WOWOW） - ヴァシリー 役
- オルデンハイム〜12の悲劇〜（WOWOWプライム） - マーフィン 役
- 警部ベルジュラック～豪邸に潜む闇～（WOWOW） - ジム・ベルジュラック 役（デイミアン・モロニー）
- グッド・ワイフ（NHK-BS2→NHK BSプレミアム）
- ザ・パシフィック（WOWOW） - ビル・“フージア”・スミス 役（ジェイコブ・ピッツ）
- SHERLOCK（シャーロック） シーズン2・エピソード2「バスカヴィルの犬（ハウンド）」（NHK BSプレミアム）
- BLOOD & CHROME／最高機密指令（DVD） - アダマ准尉 役（ルーク・パスカリーノ）
- マインドハンター（Netflix） - ベンジャミン 役（ジョセフ・クロス）
- ミディアム6（WOWOW）
- ミルドレッド・ピアース 幸せの代償（WOWOW）
- リベンジ シーズン4（Dlife）
- ルーム301〜秘密の扉〜 - エッル役（エリアス・サロネン）
- LAW & ORDER:性犯罪特捜班（Dlife）

#### ゲーム
- バイオハザード リベレーションズ2（カプコン） - ペドロ・フェルナンデス 役

### ラジオドラマ
- 青春アドベンチャー（NHK-FM）
  - フランケンシュタイン - クラーヴァル 役
  - 放課後はミステリーとともに
  - シュレミールと小さな潜水艦
  - 光
  - 獅子の城塞
  - 探偵部への挑戦状
  - 吸血鬼
  - フラワー・ライフ
  - 1492年のマリア
  - また、桜の国で
  - 武揚伝
  - ハプスブルクの宝剣
  - ストーリーボックス ザ・トーキョー
- FMシアター（NHK-FM）
  - 家族の肖像〜硫黄島からの手紙
  - 金魚鉢の教室
  - 父の代理人
  - 宮沢賢治生誕120年企画「ホワイトダスト」 - 北尾眞人 役
  - キャンバスの彼女
  - 『聖地じゃない』（2025年6月7日）[15] - 手島タクミ 役
- 特集オーディオドラマ（NHK-FM）
  - 「星を掘れ!」

### 朗読
- 朗読「山本周五郎短編作品集」（NHKラジオ第2放送）
- 眠れぬ夜の処方箋vol.1 「刺青」（ささやかなことばの展覧会）[16]

### ナレーション
- タイヤ館（ブリヂストンリテールジャパン）
- BBC Earth 2019 小さな世界のスーパースター（WOWOWプライム）

### ボイスオーバー
- 地球ドラマチック（Eテレ）
- THE LAST WAR〜完全版・カラーでみる太平洋戦争〜（NHK BSプレミアム）
- NHKスペシャル（NHK）
  - マネー・ワールド〜資本主義の未来〜
  - シリーズ 金正恩の野望
- 天皇 運命の物語 第4話「皇后 美智子さま」（NHK）

### CM
- バンダイナムコホールディングス「デレステ 新作舞台 初日編」
- オンテックス「外壁塗装・屋根リフォーム デザイン篇 長持ち篇2017」